# Scopula actuaria
Scopula actuaria,là một loài bướm đêm thuộc họ Geometridae. Nó được tìm thấy ở khắp các vùng nhiệu đới phương đông từ Afghanistan và Đài Loan đến miền nam Moluccas và Timor. Loài này cũng được tìm thấy ở Quần đảo Chagos.
Ấu trùng ăn Theobroma.

## Phụ loài
- Scopula actuaria actuaria
- Scopula actuaria nigranalis (Warren, 1896) (Timor)
- Scopula actuaria sheljuzhkoi Wiltshire, 1967 (Oriental tropics to Taiwan, Afghanistan)
- The moths of the Chagos Archipelago with notes on their biogeography
- The Moths of Borneo